# Aleksis Kivi
Aleksis Kivi nascut amb el nom d'Alexis Stenvall, (10 d'octubre de 1834 – 31 de desembre de 1872) fou un escriptor finlandès, autor de la primera novel·la significativa en aquesta llengua, Seitsemän veljestä (Set germans). Encara que Kivi fou un dels primers autors de prosa i lírica en finès, la seva obra es pot considerar com una de les més destacades en aquesta llengua.

## Biografia
Kivi va néixer a Nurmijärvi, en una família de sastres. El 1846 va marxar a estudiar a Hèlsinki i el 1859 fou acceptat a la Universitat d'Helsinki, on va estudiar literatura i va desenvolupar un creixent interès per ser professor. Va escriure una primera obra de teatre, Kullervo, que es basava en una història tràgica extreta del Kalevala. En aquesta època va conèixer el periodista i polític Johan Vilhelm Snellman.
Des de 1863 va dedicar-se a l'escriptura, amb 12 obres de teatre i una col·lecció de poemes. Per escriure la novel·la Set germans hi va estar deu anys. Els crítics de l'època, en especial August Ahlqvist, van ser contraris a l'obra, perquè la consideraven poc adequada per diversos motius. El primer per la modalitat lingüística, Kivi va triar el dialecte sud-occidental, mentre Ahlqvist hagués preferit el seu nord-est natiu. A més, la vida rural que retrata, gens virtuosa i plena d'alcoholisme i alienació, contrastava amb la visió romàntica i idealitzada que es volia tenir del camp.
El 1865 Kivi va guanyar el Premi Estatal per una comèdia, Nummisuutarit. Amb tot, va ser una obra amb poca repercussió que el va fer caure en l'alcoholisme. La seva gran benefectora, Charlotta Lönnqvist, no va poder-lo ajudar després de 1860. Els problemes psiquiàtrics, agreujats per una esquizofrènia, van portar Kivi a la mort amb només 38 anys.
Entre 1995 i 1996, el compositor finès Einojuhani Rautavaara va escriure una òpera titulada Aleksis Kivi, sobre la seva vida i les obres que va escriure. El 2002 el director Jari Halonen va filmar Aleksis Kiven elämä (La vida d'Aelksis Kivi) estrenada als cinemes finesos.